# Varmia
La Varmia o Warmia (in polacco: Warmia, in tedesco Ermland o Ermeland) è una regione compresa tra la Pomerania e la Masuria, nel nord-est della Polonia.
Insieme alla Masuria, forma il Voivodato della Varmia-Masuria. Ad ovest della Varmia v'è la Pomerania, a sud la Terra di Chełmno, la Sassinia e la Galindia (in seguito chiamata Masuria); ad est la Sambia e a nord la laguna della Vistola. La Varmia è stata sotto il controllo di diversi stati durante la sua storia, principalmente dell'Ordine Teutonico, della Polonia e del Regno di Prussia. La storia della Varmia è stata sempre legata a quella dell'Arcidiocesi di Varmia.
L'area è quasi sempre stata abitata dalle tribù prussiane dei Varmiani (in lettone: Vārmieši) sottomessi ai Cavalieri Teutonici. Secondo l'etimologia popolare del termine, il nome viene dal nome di un capo prussiano, Warmo e da quello della sua vedova Erma. Per alcuni secoli rimase come territorio polacco, circondato da quello del Ducato di Prussia.

## Città
L'elenco completo delle città in Varmia:
- Barczewo
- Biskupiec
- Bisztynek
- Braniewo
- Dobre Miasto
- Frombork
- Jeziorany
- Lidzbark Warmiński
- Olsztyn
- Orneta
- Pieniężno
- Reszel

Le più grandi città della Varmia:
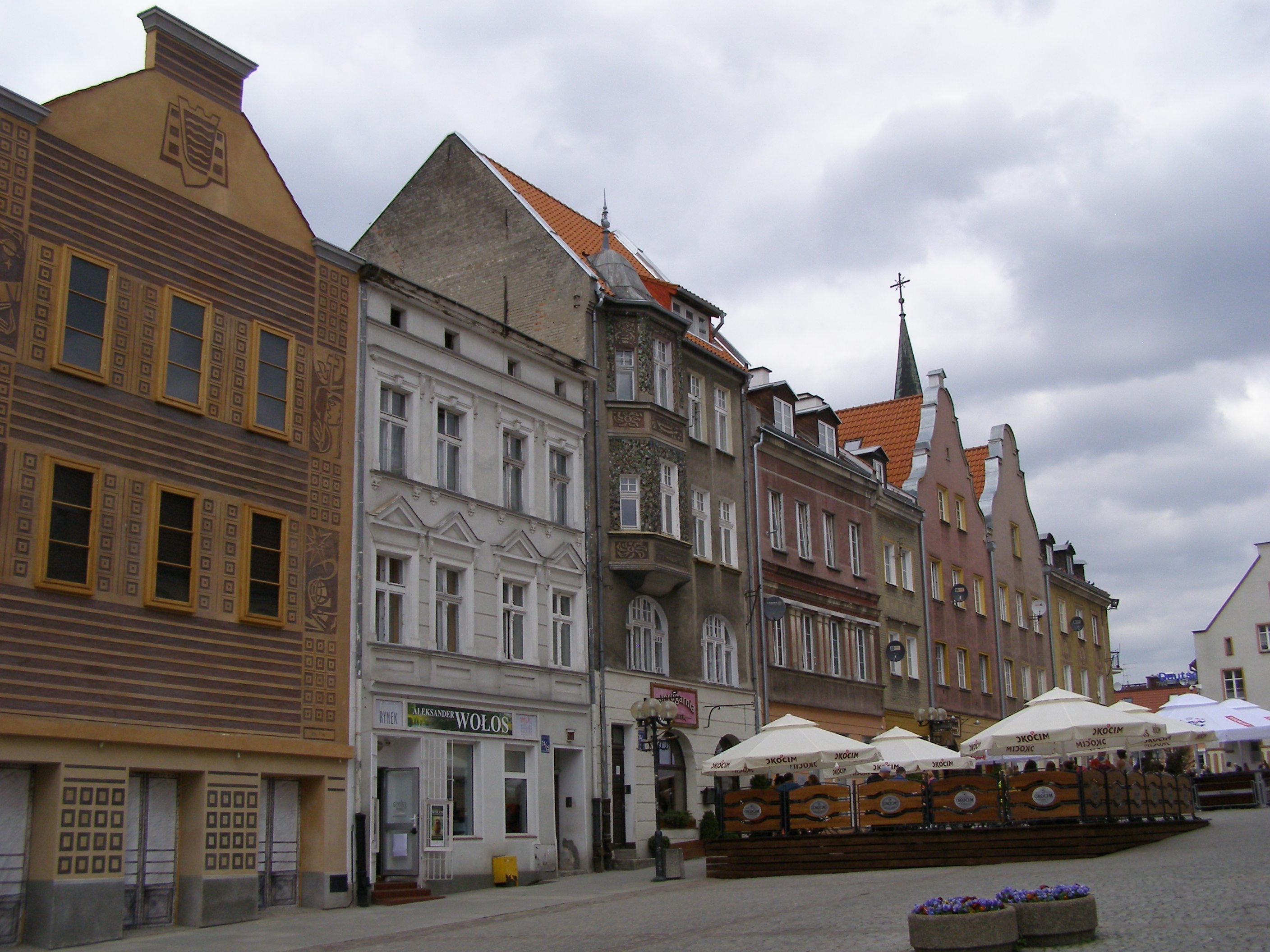
1. Olsztyn
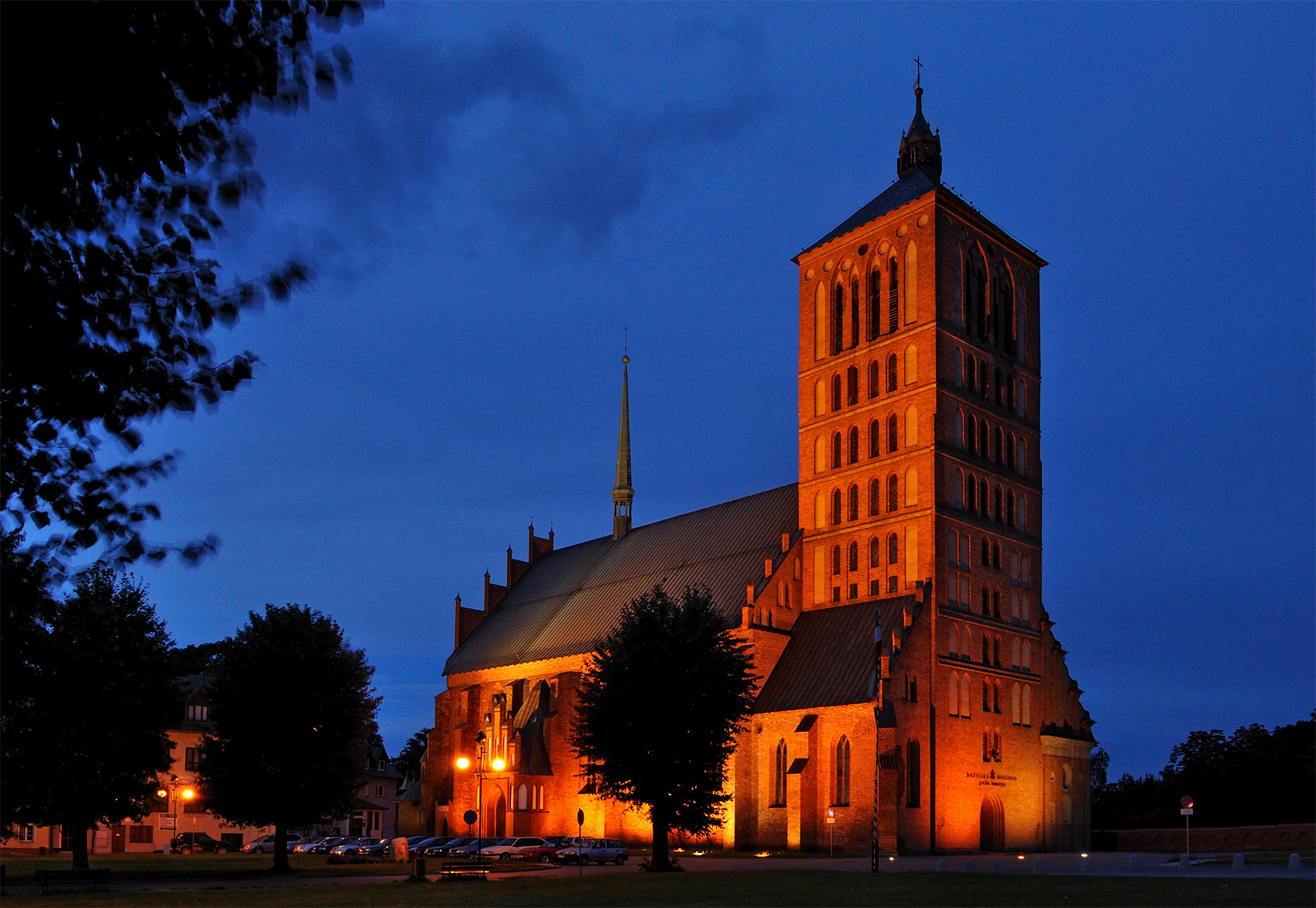
2. Braniewo
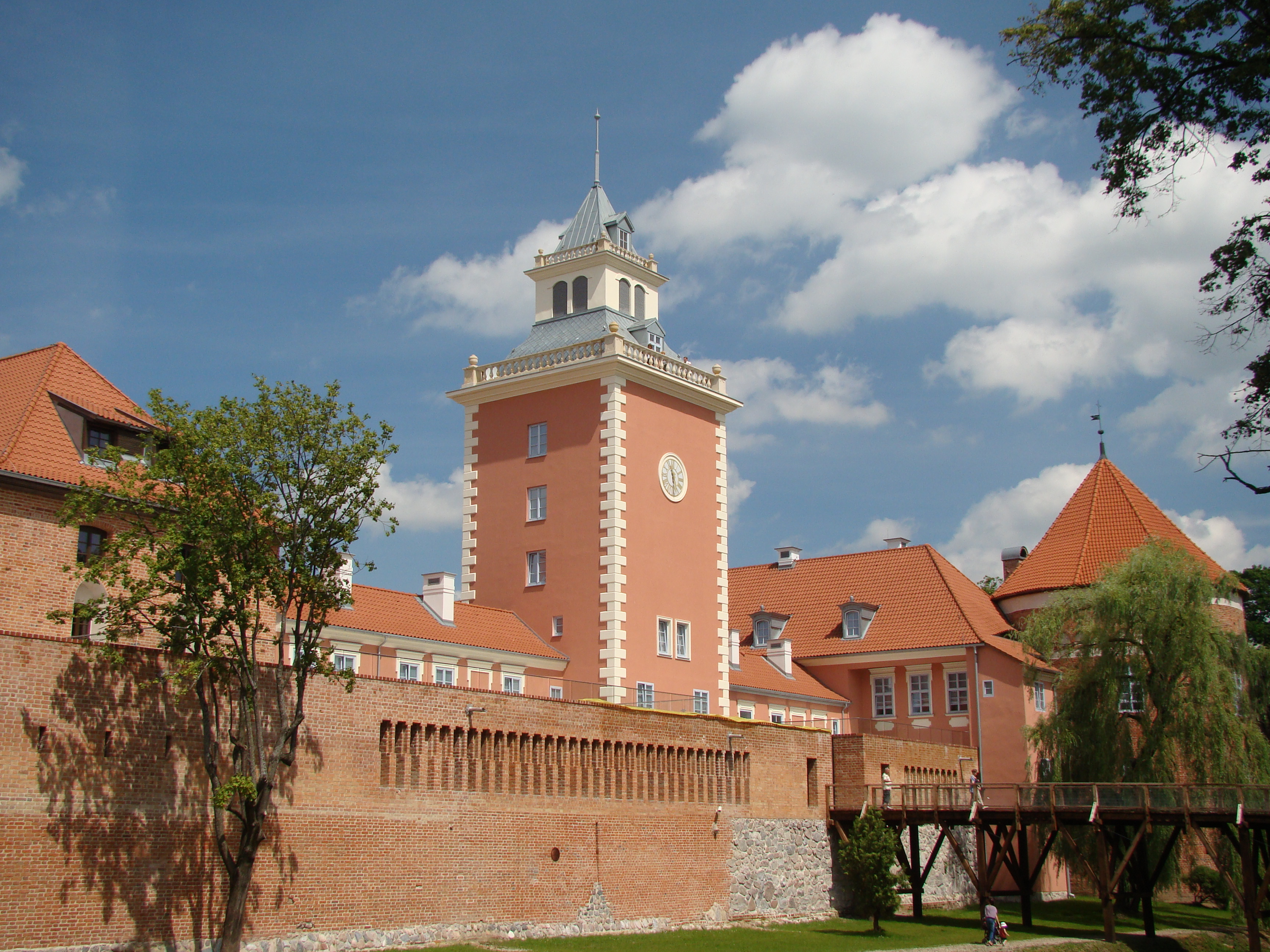
3. Lidzbark Warmiński
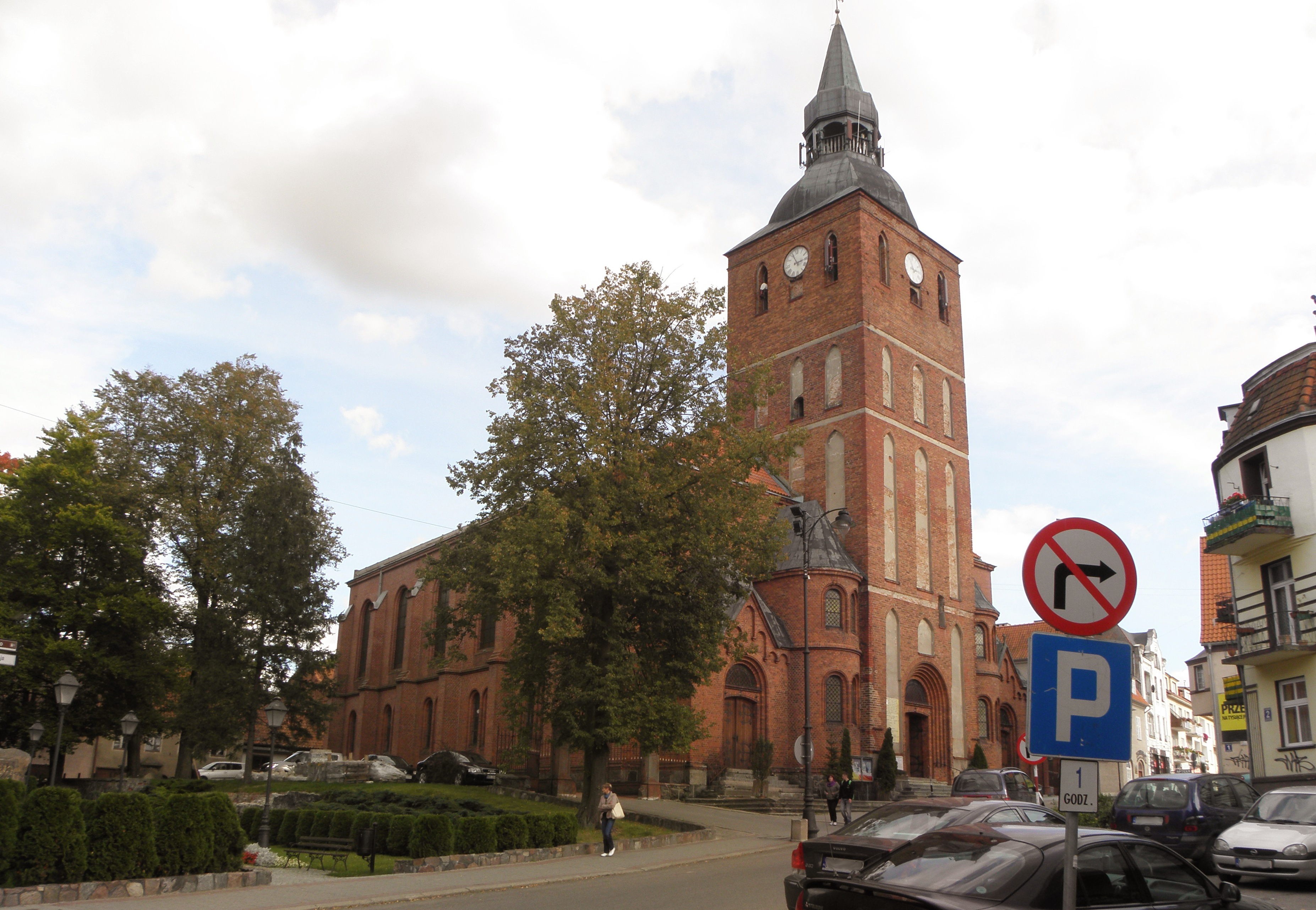
4. Biskupiec
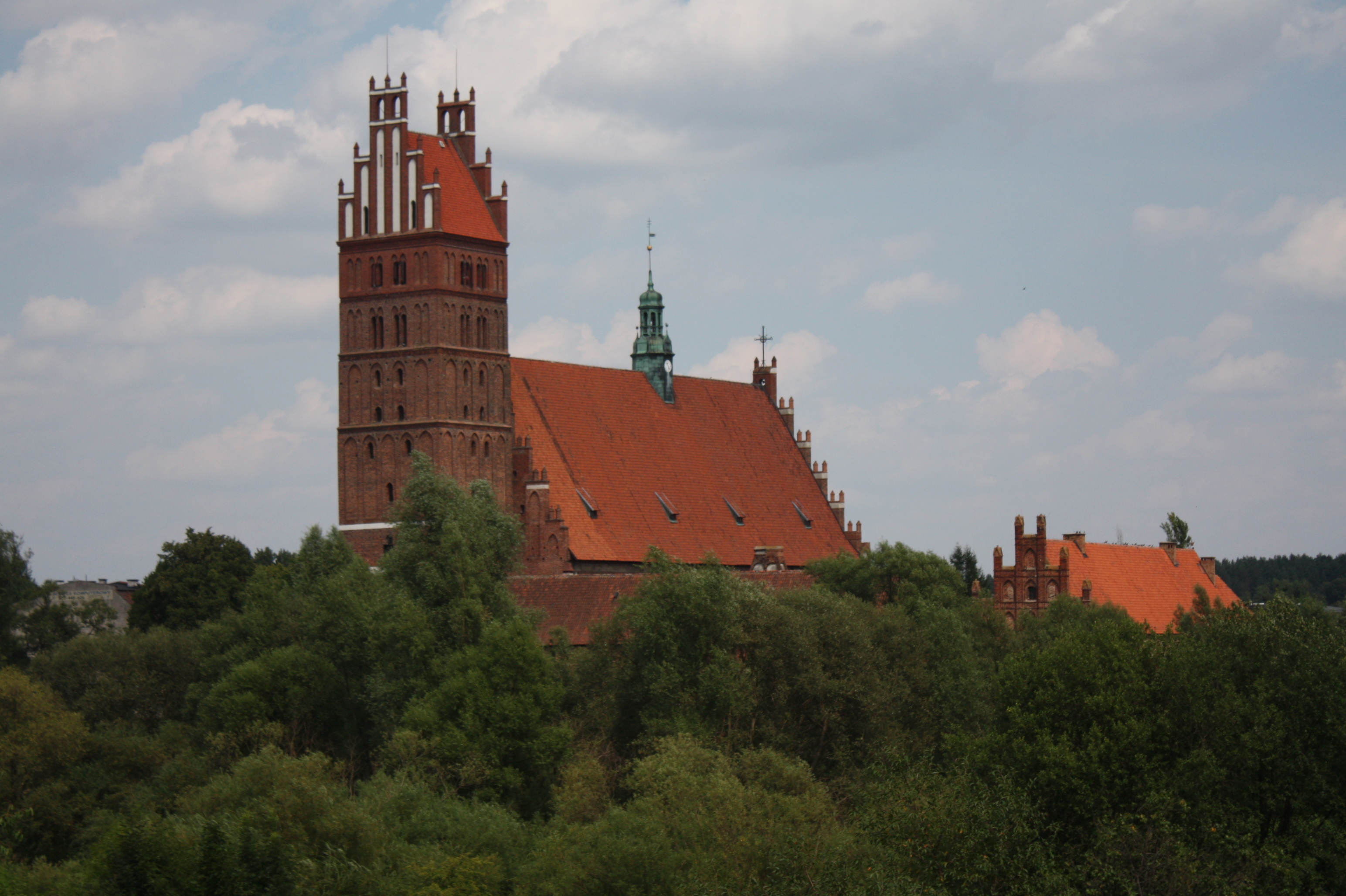
5. Dobre Miasto
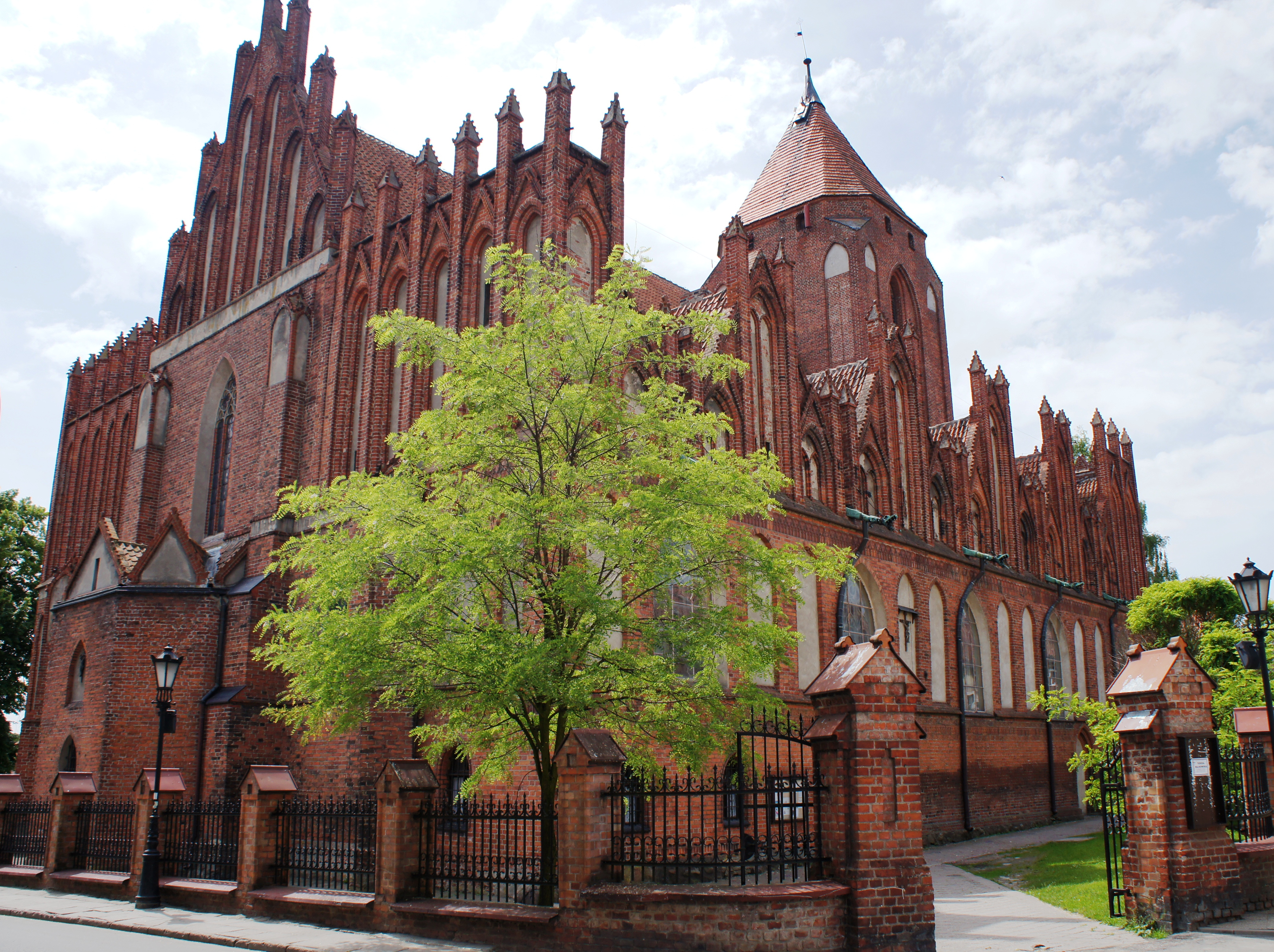
6. Orneta

## Famosi varmiani

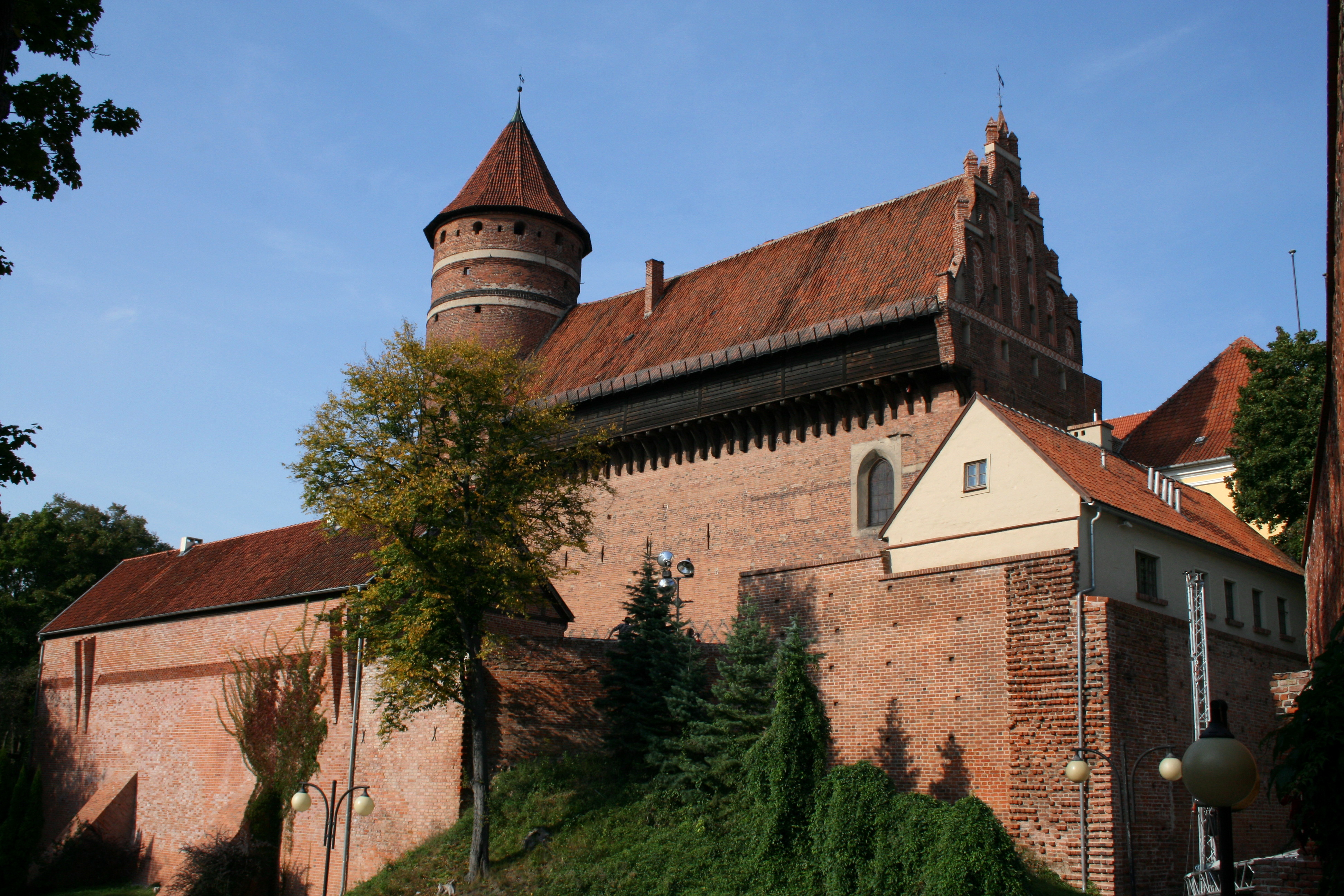
Il castello del capitolo a Olsztyn, in cui visse Niccolò Copernico

L'abitante più famoso di Varmia era l'astronomo e matematico polacco Niccolò Copernico. Ha vissuto e lavorato a Lidzbark Warmiński, Olsztyn e Frombork. Morì a Frombork e fu sepolto nella cattedrale di Frombork.

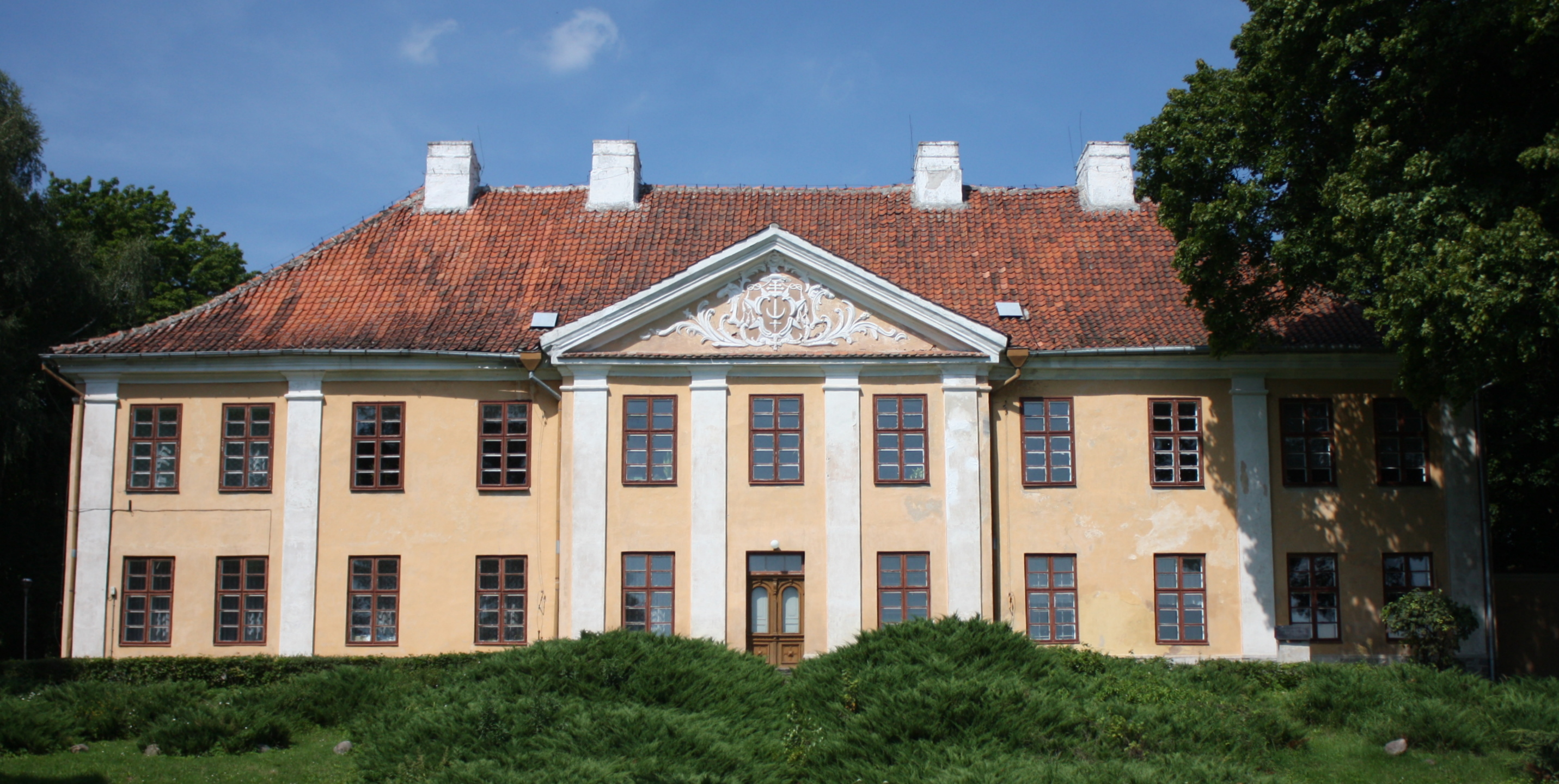
Il palazzo a Smolajny, in cui visse Ignacy Krasicki

Un'altra figura significativa fu Ignacy Krasicki, il principale poeta polacco dell'Illuminismo, chiamato il "principe dei poeti polacchi". Ha vissuto a Lidzbark Warmiński e Smolajny.
Altri famosi residenti:
- Rainer Barzel, politico
- Antoni Blank, pittore polacco
- Hugo Haase, politico
- Feliks Nowowiejski, musicista e compositore
- Regina Protmann, fondatrice della congregazione delle Suore di Santa Caterina Vergine e Martire
- Georg Maximilian Sterzinsky, vescovo e cardinale
- Ernst Wiechert, scrittore
- Hans-Jürgen Wischnewski, politico